# Azurit

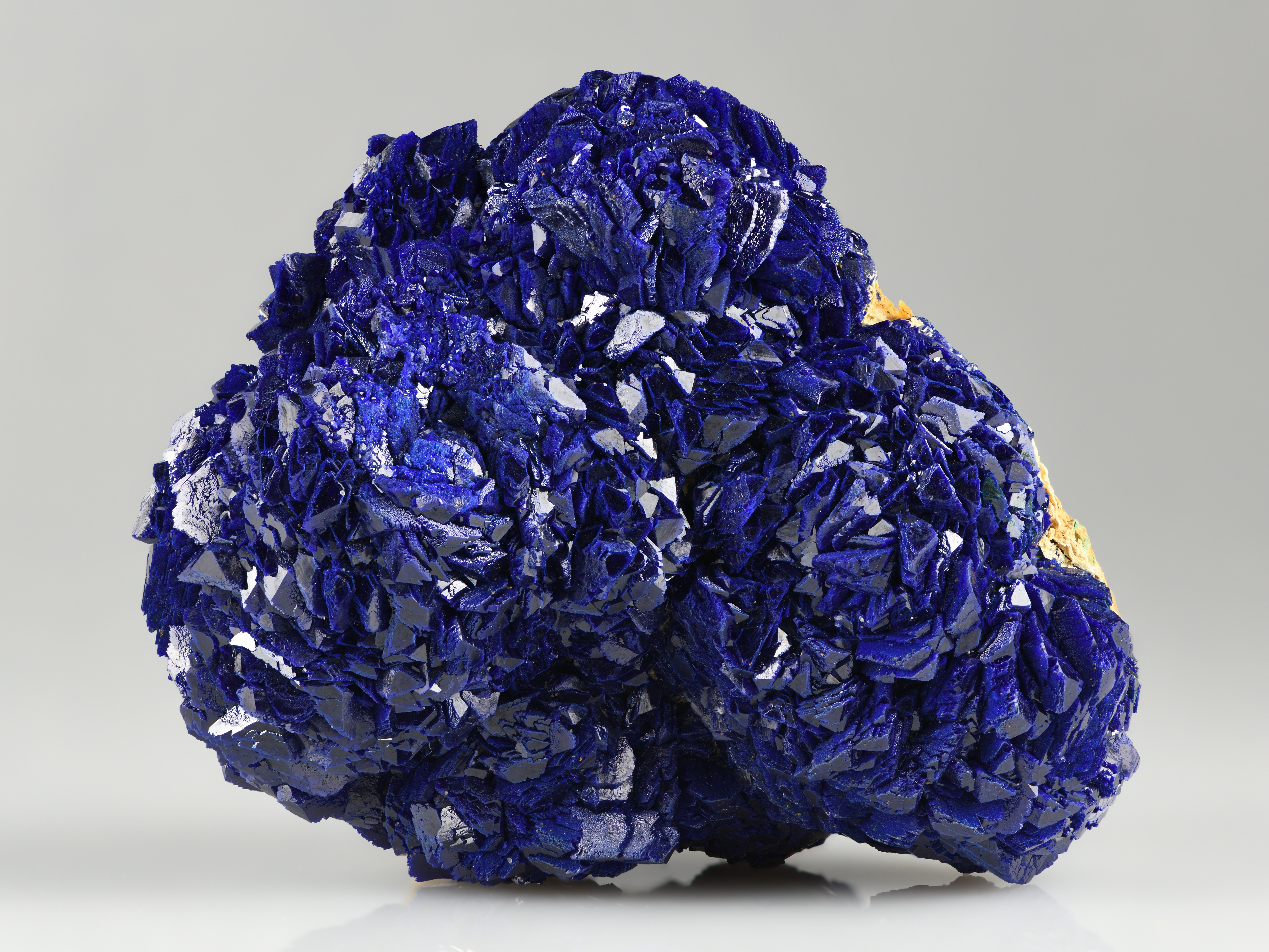
Azurit

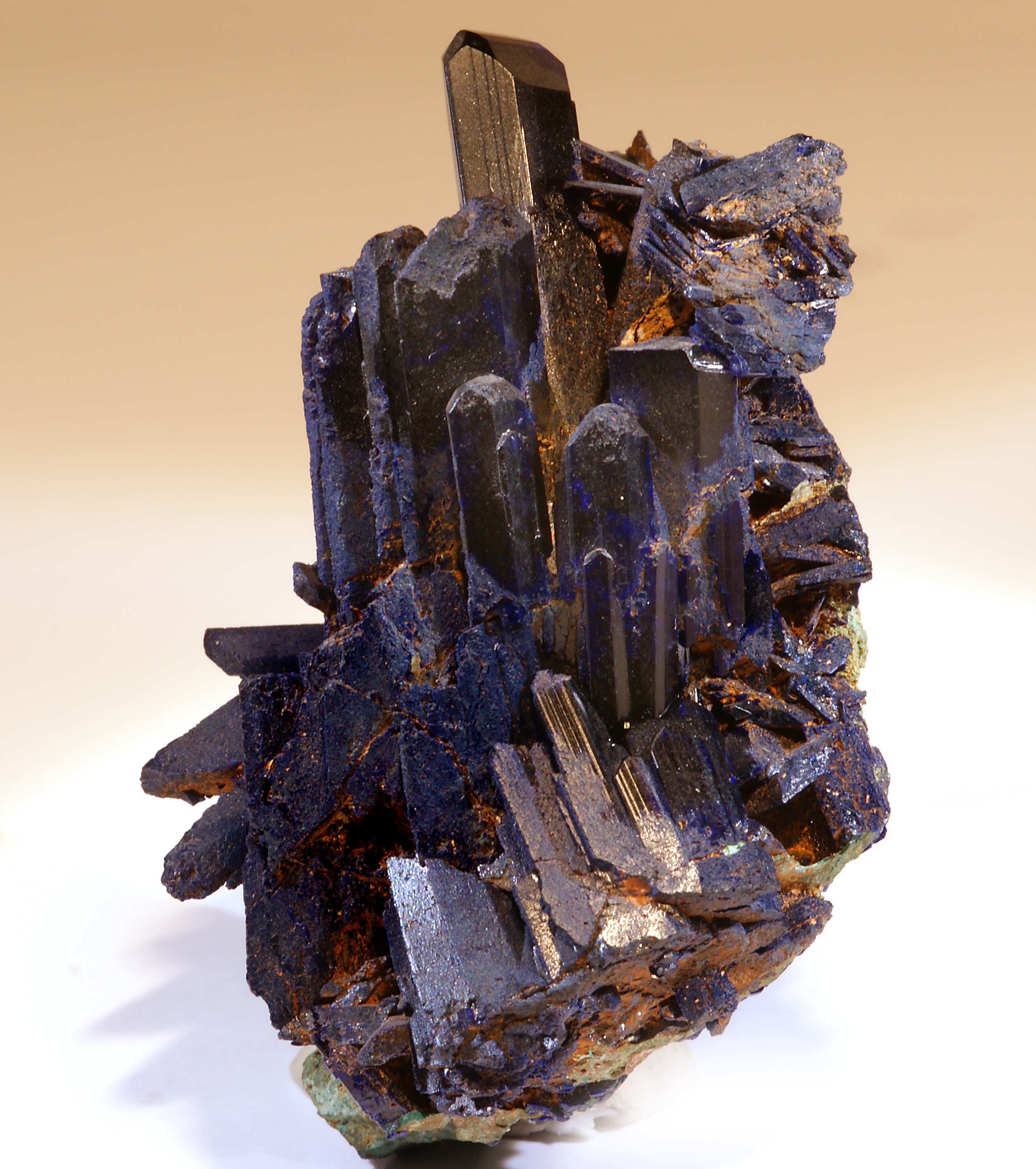
Azurit

Azurit, kopparlasur, karbonatmineral med den kemiska sammansättningen Cu3(CO3)2(OH)2. 
Azurit har fått sitt namn efter det arabiska namnet för blå. Det förekommer ofta tillsammans med det gröna mineralet malakit, båda som produkter av vittring och oxidation av kopparsulfidmineral.

## Egenskaper
Azurit kristalliseras till det monoklina kristallsystemet med ljust till mörkt blå, prismatiska kristallformer men är vanligare i massiv form. 
Det har en hårdhet på 3,5–4 och en relativ densitet på 3,77–3,89.

## Användning
Azurit används som smycke och är även populärt mineral bland samlare. 

### Pigment
Uppslammad naturlig azurit har under namnet bergblått eller mineralblått (cendres bleues) använts som pigment i färg med olika bindemedel. Den ersattes senare av ultramarin och på konstgjord väg framställt bergblått. Det syntetiska pigmentet går ofta under namnet blå verditer och har i den internationella pigmentdatabasen Colour Index beteckningen Pigment Blue 30 (PB30) samt nummer 77420.
När azurit blandas med olja blir den något grönare och när den blandas med äggula grågrön. I äldre målningar kan man se att azurit fått en grön ton eftersom den ombildats till malakit.

## Bilder

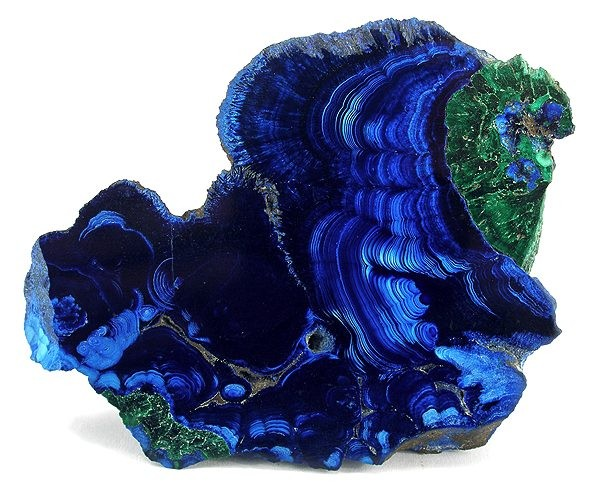
Azurit (blått) tillsammans med malakit (grönt).
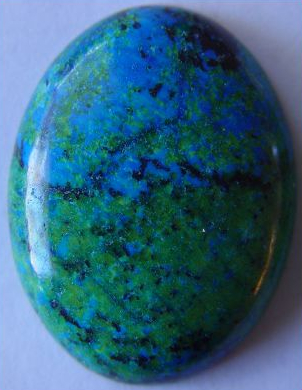
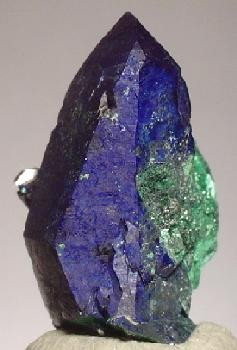
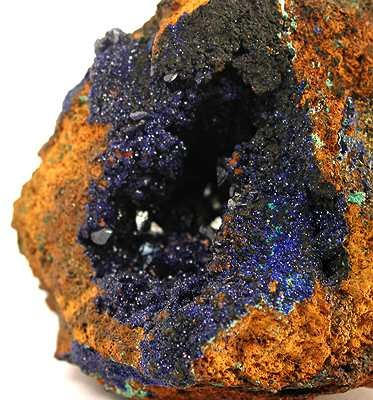